# Gáva-kultúra
A Gáva-kultúra egy késő bronzkori  (kb. Kr. e. 1100-800) régészeti kultúra volt az Alföld északi területén. A kultúra népessége szoros gazdasági kapcsolatban állt az erdélyi Reci-Medias-kultúrával, a kerámia- és bronzművességük szinte teljesen megegyezett. Élénk, főleg a késztermékek cseréjét jelentő kereskedelmet folytattak a dunántúli urnamezős kultúrával és az Északi-középhegységben kialakult Kyjatice-kultúrával. Bukását a kelet felől benyomuló sztyeppei népek (preszkíták) okozták a Kr. e. 9-8. sz. fordulója környékén.

## Kialakulása
A középső bronzkor végén, Kr. e. 1200 környékén a nagy európai népmozgások a Kárpát-medencét is érintették. A korábban a Vajdaság területén élő népesség (Pécska-késővattinai, késő-Dubovác-csoport) meghódította a tőle északra és keletre található területeket. A Tisza-menti lakossággal való együttélésükből alakult ki a Gáva-kultúra népessége. Az átmenetet jelentő protogávai időszak (korábban: Berkesz-Demecser-kultúra) leletei a Tápé-Kemenesháton az 1960-as években feltárt település, a csorvai temető és a Polgáron talált településrészlet (agyagkitermelő gödrök és élelemtároló vermek).

## Települések
A gávai kultúra települései a korábban lakatlan vagy ritkán lakott, folyóktól távolabb fekvő területekre is kiterjedtek. Elterjedésének nyugati határát a Hernád és a Tisza vonala, keletit az Erdélyi-középhegység jelölte ki. Déli kiterjedéséről megoszlanak a vélemények, a Körösök később a Maros vonaláig húzódhatott.
A települések három csoportba sorolhatóak. A legnagyobbak a folyók mentén fekvő falvak. Ezek a korábbi tellekre épült házakból, melléképületekből és agyagkitermelő gödrökből álló települések voltak. A házak a korábbi korszakokhoz hasonló, 5–6 m hosszú, 3 m szélest, vert sövényfalú, cölöpvázas épületek voltak. Belül döngölt agyagpadlót és peremes tűzhelyet alakítottak ki. Ilyen házak nyomai Poroszló-Aponháton, Baks-temetőben és Dobozon kerültek elő. Nagykállón és Prügyön szintén tell-szerű 80–100 cm vastagságban megmaradt településnyomok kerültek felszínre. Tiszakeszi-Szódadombon és Köröm-Rákóczi-dombon szintén településnyomok találhatóak.
A kisebb települések szállástelepek illetve tanyaszerű, magányos épületek voltak, melyekről nagyon kevés információnk van.

## Temetkezés
A gávai kultúra temetői közül csak a taktabájit ismerjük, ahol 17 hamvasztásos sírt tártak fel. Az urnába a hamvak tetejére állatcsontokat is helyeztek. Néhány urnában csészét is találtak, a bronztárgyak viszont ritkák. A temetők hiánya arra utalhat, hogy a halottakat temetés helyett a folyóba dobták vagy szent ligetekben elrothasztották.

## Leletei
A Gáva-kultúra bronzművessége jelentősen különbözött a Tiszától nyugatra lévő (közép-európai) területek iparától. Bár attól is átvett néhány újítást (bronzedények, sisakok, csészés markolatú kardok), alapvetően saját kísérletezéssel kialakított technológiát használt, így az ezredforduló után az európai bronzedény-gyártás egyik legmeghatározóbb központja lett.
Polgáron tokos balta- és lándzsahegy-öntőformákat találtak. Bronzleletek még a következő helyekről ismertek: Tállyán kincslelet, Tarcalon kocsitartozék, Boldogkőváralján karperecek és sarló. Erdélyben készült arany ékszerek kincsleletekből (Derecske, Rozsály, Jánkmajtis: 13 bronz és 5 arany karperec) kerültek elő.
A Gáva-kultúra korai kerámiái a korábban itt élt halomsíros kultúra és az északi pilinyi kultúra hatásait tükrözik. A kultúrára jellemzőek a változatos formájú, gazdagon díszített, nagy űrtartalmú tárolóedények, ami a korábbiaknál fejlettebb fejlett mezőgazdaságra utal. Békéscsabán 40 lelőhelyen kerültek elő fényes fekete felületű, belül sárga vagy vörös díszítésű síkozott peremű kerámiák. A főleg háziállatokat mintázó kis agyagszobrocskák (Boldogkőváralja, Prügy-Tökföld) célja vitatott, talán az állatok termékenységét biztosító varázslatokban játszottak szerepet. Mivel hasonlók a Kárpát-medencéből ebben a korszakban nem ismertek, elképzelhető ezek keleti eredete A gávai áruk importként a Kyjatice-kultúra területéről is ismertek (Miskolc, Borsodharsány, Sajószentpéter, Aldebrő, Aggtelek).